# اسماعیل‌آباد (شیراز)
اسماعیل آباد یک روستا در ایران است که در استان فارس واقع شده‌است. اسماعیل آباد ۸۵۰ نفر جمعیت دارد.